# Cotylosauria
I Cotilosauri (Cotylosauria) sono un ordine di Rettili fossili la cui origine risale al Carbonifero.

## I primi rettili
Furono i primi rappresentanti della classe dei rettili, caratterizzati da corpo tozzo, cranio pesante e privo di finestre e arti corti: un aspetto generalmente simile a quello degli anfibi primitivi. All'inizio della loro storia i cotilosauri erano piccoli animali simili agli anfibi, ma differenti da essi per numerosi caratteri, tra cui il palato, la volta cranica, l'orecchio interno e le vertebre; il carattere fondamentale, però, è la formazione dell'amnios, una membrana che avvolge l'embrione, il quale resta in questo modo immerso nel liquido amniotico. Questo uovo amniotico è fondamentale per un miglior adattamento alla vita terrestre, e consente al rettile di riprodursi al di fuori dell'ambiente acquatico.

## Evoluzione
Comparsi nel Carbonifero superiore dell'Era Paleozoica, all'inizio del periodo Permiano i cotilosauri si svilupparono e prosperarono, diversificandosi in moltissime specie di varie forme e dimensioni. Tra i gruppi principali da ricordare i protorotirididi, i più antichi, simili a lucertole (tra cui Hylonomus), e i captorinidi, più grossi e robusti (ra cui Captorhinus e Labidosaurus). Altre forme via via più specializzate sono i millerettidi (forniti di finestre temporali e un tempo ritenuti essere gli antenati dei diapsidi), i mesosauridi (tra cui Mesosaurus, ritornati a uno stile di vita prettamente acquatico) e i grandi pareiasauri (tra cui Scutosaurus e Pareiasaurus, simili a rinoceronti). Tra questi ultimi sono stati ricercati i possibili antenati delle tartarughe.
La loro evoluzione furono i Tecodonti del Trias.

## Estinzione
Nel corso del Permiano i cotilosauri diedero origine ad altri animali più specializzati, come i sinapsidi (ad esempio Dimetrodon) e i diapsidi (i piccoli areoscelidi), che divennero ben presto feroci competitori dei cotilosauri; questi ultimi, così, subirono una drastica riduzione alla fine del periodo, e nel Triassico sopravvisse un solo gruppo, quello dei procolofoni, simili a tozze lucertole. Alla fine del Triassico scomparvero anche questi ultimi rettili primitivi.